# Simsia hispida
Simsia hispida là một loài thực vật có hoa trong họ Cúc. Loài này được (Kunth) Cass. miêu tả khoa học đầu tiên năm 1829.